# Michaił Zasulicz
Michaił Iwanowicz Zasulicz (ros. Михаил Иванович Засулич; 1843–1910) – rosyjski generał piechoty, uczestnik wojny rosyjsko-japońskiej 1904–1905.

## Życiorys
Po ukończeniu Aleksandrowskiego Korpusu dla Sierot i 2. Konstantynowskiej Szkoły Oficerskiej w 1863 w stopniu porucznika, został skierowany do służby w Staroingiermanlandzkim Rezerwowym Pułku Piechoty (później 93 Irkucki Pułk Piechoty).
W 1864 przeniesiony do Grenadierskiego Pułku Gwardii Carskiej. W szeregach pułku brał udział w wojnie rosyjsko–tureckiej 1877–1878. Za waleczność w bitwie o redutę pod Górnym Dubniakiem został wyróżniony Złotą Bronią, a za opanowanie w dniu 17 listopada umocnionych pozycji na Przełęczy Złatickiej odznaczony Orderem św. Jerzego 4. stopnia, za przejście przez Bałkany – Orderem św. Anny 3. stopnia z mieczami i szarfą oraz Orderem św. Stanisława 2. stopnia z mieczami za walki pod Filippopolem.
W 1877 został mianowany dowódcą 101 Permskiego Pułku Piechoty. Od 1878 w stopniu pułkownika.
W 1894 został awansowany do stopnia generała-majora i wyznaczony na stanowisko dowódcy 1 Brygady Piechoty 2 Dywizji Grenadierów, a następnie dowódcy 1 Brygady 2 Dywizji Grenadierów. W 1899 dowódca twierdzy Osowiec.
W 1900 został dowódcą 6 Dywizji Piechoty. Mianowany w 1901 generałem-porucznikiem.
Na krótko przed wojną rosyjsko-japońską dowodził 2 Korpusem Syberyjskim, z którym brał udział w wojnie. Mianowany dowódcą oddziału wschodniego Armii Mandżurskiej, skoncentrowanego pod Fenghuancheng, z zadaniem obrony rzeki Jalu. Zadaniu temu nie podołał.
Bez większych powodzeń brał udział w bitwach pod Ximucheng, Liaoyang, nad rzeką Sha He i pod Mukdenem. Prowadził taktykę niewdawania się w walki, co było wtedy mało popularne, dlatego nie cieszył się popularnością ani wśród żołnierzy, ani u przełożonych. Mimo to został odznaczony Orderem św. Anny 1. stopnia z mieczami i Orderem św. Włodzimierza 2. stopnia z mieczami.
W 1906 został zwolniony ze służby ze względu na stan zdrowia z mianowaniem na stopień generała piechoty. Zmarł w 1910.